# Micromus paganus
Micromus paganus är en insektsart som först beskrevs av Carl von Linné 1767.  Micromus paganus ingår i släktet Micromus och familjen florsländor. Arten är reproducerande i Sverige. Inga underarter finns listade i Catalogue of Life.